# Constant Maurits Ernst van Löben Sels
Constant Maurits Ernst van Löben Sels (Zutphen, 3 oktober 1846 - Auerbach (bij Bensheim, Dld.), 18 maart 1923) was een Nederlands militair en politicus.
Van Löben Sels was een officier die zowel Tweede- als Eerste Kamerlid was voor de ARP. Hij kwam na een loopbaan bij artillerie in 1888 voor het district Ede in de Tweede Kamer. Hij was zowel daar als later in de Eerste Kamer voor alles defensiespecialist. Hij doorliep de officiersrangen tot die van generaal-majoor.
In zijn geboorteplaats is een straat naar hem genoemd in de wijk Deventerwegkwartier.
- Biografisch Portaal: 35228772
- Parlement.com: vg09ll2y54ud